# Чарлі Фанкатт
Чарлі Фанкатт (англ. Charlie Fancutt; нар. 17 червня 1959) — колишній австралійський тенісист.
Найвищу одиночну позицію світового рейтингу — 123 місце досяг 4 січня 1982, парну — 94 місце — 6 травня 1985 року.
Найвищим досягненням на турнірах Великого шолома був півфінал в змішаному парному розряді.

## Титули на челленджерах

### Парний розряд: (1)
| Ранг | Рік  | Турнір                           | Покриття | Партнер        | Суперники                    | Рахунок       |
| ---- | ---- | -------------------------------- | -------- | -------------- | ---------------------------- | ------------- |
| 1.   | 1983 | Лі-он-зе-Солент, Велика Британія | Ґрунт    | Грег Вайткросс | Ендрю Джарретт Джонатан Сміт | 6–3, 3–6, 6–4 |